# Diario de sesiones

Diario de sesiones de la Convención Constituyente Santa Fe

El diario de sesiones constituye la reseña de las intervenciones y discursos habidos en las cámaras parlamentarias de un estado donde existe gobierno representativo y por tanto discusiones sobre temas de gobierno. Por lo general es encomendado a hábiles escribientes que utilizan taquigrafía para poder recoger la palabra hablada con rapidez.